# 大岡 (沼津市)
大岡（おおおか）は、沼津市の地名。

## 地理
沼津市北東部にある南北に細長い地区。おおむね黄瀬川と狩野川の右岸。大きな工場が多数あるほかは住宅地が多い。北部には森林もある。清水町と沼津市中瀬町の境界から時計回りに、中瀬町、中原町、黒瀬町、本郷町（黒瀬橋上の一点だけ）、平町、山王台、富士見町、杉崎町、日の出町、三枚橋、五月町、三枚橋、東熊堂、共栄町、岡宮、共栄町、岡宮、緑ケ丘、岡一色、足高、駿東郡長泉町上長窪、同町下長窪、同町下土狩、同町本宿、同郡清水町伏見、同町八幡、同町長沢に接し、小林台を囲んでいる。その他に三枚橋と泉町に囲まれた飛び地を有する。

### 河川
川 - 黄瀬川、狩野川

### 池
池 - 門池

## 歴史
この地名の大元は大岡荘という荘園である。その範囲は現代の大岡より広く、現代における裾野市の一部などを含んでいたらしい。平安時代に成立したと考えられ、『角川日本地名大辞典 22 静岡県』では日本逸史の天長8年9月11日の項に現れる大野牧が大岡荘に結びつくという見方を紹介している。康和期ごろに藤原師通の領土だったとする資料があるが信憑性は疑わしい。『愚管抄』によると、北条時政の妻の父が平頼盛に長年仕え、大岡荘を寄進した。平氏の滅亡に伴い源頼朝の支配下になったが寿永3年に平頼盛に返却された。文治4年には地頭が北条時政であったという資料があり、その後鎌倉時代を通じておおむね北条家の領土であったようだ。ただし、建保3年に高山寺に大岡牧（大岡荘のことであるかは不明）が年貢を納めた記録が残っている。鎌倉幕府滅亡後は岩松経家が地頭に任命された。戦国時代になると今川家の支配下に入った。今川氏真が永禄11年に駿府を追放されると一時的に北条氏政が支配権を行使するもののすぐに武田家の支配下になり、天正10年に織田信長が武田勝頼を滅ぼした後は徳川家の領土となる。
1874年に駿東郡の上石田村・中石田村・下石田村・木瀬川村・北小林村・南小林村・高田村・日吉村が合併するときに上記の荘園から名前を取って大岡村とした。1944年に沼津市に合併され沼津市大岡となった。

## 経済
大規模な工場が多数存在する。国土地理院による25000分の1地形図にはマーレエレクトリックドライブズジャパン・芝浦機械・富士ロビン・矢崎総業の工場が名前つきで掲載されている。

## 教育
- 1874年大岡学舎設立。1876年大岡舎となり、1886年大岡尋常小学校となる。その後高等小学校を併設し、1908年に高等小学校を尋常小学校5、6年と称したが2年で元に戻る。1941年に駿東郡大岡国民学校となり、 1947年に沼津市立大岡小学校となる。また、沼津市立大岡南小学校も存在する。
- 1945年、沼津女子商業学校が当地に移転する。1948年沼津女子高等学校、1977年には加藤学園高等学校に改称される。1947年に沼津女子商業学校併設中学校、現在の加藤学園暁秀中学校が開校するが、現在は岡宮に移転している。1972年に加藤学園初等学校が開校、1983年に加藤学園暁秀初等学校に改称される。
- 1947年に、沼津市立第七中学校、現在の沼津市立大岡中学校が開校する。
- 1962年に沼津工業高等専門学校が開校する。

## 交通

### 鉄道
- 1946年に御殿場線大岡駅開業。

### 道路
- 国道1号が中部を横断し、西部を縦断する国道414号と交差する。北部を国道246号が通る。国道414号から静岡県道87号大岡元長窪線が分岐する。国道246号と国道1号の間に静岡県道22号三島富士線がある。南部を静岡県道380号富士清水線が走る。

## その他

### 日本郵便
- 郵便番号 : 410-0022[3]（集配局：沼津郵便局[5]）。

### 警察
町内の警察の管轄区域は以下の通りである。
| 番・番地等 | 警察署     | 交番・駐在所      |
| ---------- | ---------- | ----------------- |
| 全域       | 沼津警察署 | 大岡交番 岡宮交番 |

## 参考資料
- 『角川日本地名大辞典 22 静岡県』
- 『日本歴史地名大系 22 静岡県の地名』